# Frank Ganzera
Frank Ganzera (* 8. September 1947 in Dresden) ist ein ehemaliger deutscher Fußballspieler. In der höchsten Spielklasse des DDR-Fußballs, der Oberliga, spielte er für Dynamo Dresden. Auf Auswahlebene stand er dreizehnmal in der A-Nationalelf und gewann 1972 mit der ostdeutschen Olympiamannschaft bei den Spielen in München die Bronzemedaille.

## Sportliche Laufbahn

### Gemeinschaftsstationen
Der 1,86 Meter große Frank Ganzera, von Beruf Werkzeugmacher, gelangte in der Spielzeit 1966/67 in den Erstligakader von Dynamo Dresden, der er seit 1961 angehörte. Dynamo hatte wenig erfolgreiche Jahre hinter sich und war erst zwei Jahre zuvor nach einem Jahr Zweitklassigkeit wieder in die DDR-Oberliga aufgestiegen. In der zurückliegenden Saison 1965/66 hatten die Sachsen mit Rang 5 das beste Ergebnis der letzten elf Jahre erzielt.
Ganzera war vorgesehen, in die Abwehrreihe der Dresdner hineinzuwachsen, wurde aber im Saisonverlauf nur einmal eingesetzt. In dieser Spielzeit stellte sich heraus, dass nicht die Abwehr, sondern der Angriff das Sorgenkind der Dynamos war. Mit der geringsten Trefferquote aller Oberligateams – nur 25 Tore in 26 Spielen –, aber fast soviel Gegentreffern wie 1966 und 1967 (33) musste Ganzeras Mannschaft 1968 erneut absteigen. Ganzera hatte sein erstes Oberligapunktspiel für Dynamo am 19. November 1966, dem 12. Spieltag, im Spiel bei der BSG Wismut Gera (0:3) als linker Verteidiger bestritten.
Mit dem sofortigen Wiederaufstieg und dem sensationellen 3. Platz in der Saison 1969/70 als Neuling läutete Dynamo Dresden seine erfolgreiche Ära ein, die bis zum Ende des DDR-Fußballs Bestand hatte. Bis 1976 hatte Frank Ganzera daran Anteil. Er bestritt alle Spiele – davon eines gemeinsam mit seinem jüngeren Bruder Hubert Ganzera – in der erfolgreichen Saison 1970/71, als Dresden mit Meisterschaft und Pokal erstmals in der DDR-Fußballgeschichte das Double gewann, und er war auch an den Meisterschaften 1973 (24 Spiele) und 1976 (ein Spiel) beteiligt.
In den Jahren 1972, 1974 und 1975 stand er nochmals im Pokalfinale, ohne jedoch den Erfolg von 1971 wiederholen zu können. Als er nach der Saison 1975/76 seine Karriere bei Dynamo Dresden beendete, konnte er auf eine Bilanz von 133 Oberligaspielen zurückblicken. Als Verteidiger oder defensiver Mittelfeldspieler erzielte er immerhin acht Tore.
Seine offizielle Verabschiedung fand am 11. Dezember 1976 vor dem Oberligaspiel Dynamo Dresden – 1. FC Magdeburg statt. Bereits im Sommer war Ganzera zum Zweitligisten FSV Lokomotive Dresden gewechselt, für den er bis 1980 noch aktiv war, davon die letzten beiden Jahre als Spielertrainer.

### Auswahleinsätze
Als Akteur der SG Dynamo wurde Ganzera in die DDR-Juniorenauswahl, in der am 27. März 1966 gegen Polen debütierte, berufen. Er gehörte auch zum Kader des DFV für das UEFA-Juniorenturnier in diesem Jahr. Bei der inoffiziellen Europameisterschaft in dieser Altersklasse, in der die Ostdeutschen in ihrer Vorrundengruppe den letzten Platz belegten, wurde der Defensivspieler nur in der Auftaktpartie gegen Bulgarien eingesetzt. Nach dem Oberligaaufstieg der Dresdener im Sommer 1969 ging es für Ganzera auch im Auswahldress weiter. Zwischen Juli 1969 und September 1970 absolvierte er acht Partien (ein Tor) für die DDR-Nachwuchsnationalelf.
Sein erstes A-Länderspiel bestritt er am 8. Dezember 1969 in Bagdad gegen den Irak (1:1), wo er als zentraler Abwehrspieler aufgeboten wurde. In den folgenden 27 Länderspielen der DDR-Nationalmannschaft wurde er noch zwölfmal eingesetzt. Sein letztes Länderspiel fand am 27. Mai 1973 in Bukarest statt, wo Ganzera als rechter Verteidiger mit der Buschner-Elf eine 0:1-Niederlage hinnehmen musste. Nach dem Tor der Rumänen wurde er gegen den Magdeburger Pommerenke ausgewechselt. Nach FIFA-Lesart sind für ihn elf A-Länderspiele notiert.
In den Jahren 1971 und 1972 gehörte Frank Ganzera auch zur DDR-Olympiaauswahl. Dort bestritt er insgesamt sechs Spiele – zwei davon in der Qualifikation – und stand am 10. September 1972 als rechter Verteidiger im kleinen Finale des olympischen Fußballturniers von München gegen die Sowjetunion. In der 20. Minute wurde er durch Lothar Kurbjuweit ersetzt. Nach einem 2:2 nach Verlängerung erhielten beide Mannschaften gemäß dem damaligen Reglement die Bronzemedaille.

## Erfolge
- DDR-Meister 1971, 1973, 1976
- DDR-Pokalsieger 1971
- Bronzemedaille Olympische Spiele 1972